# جيمس هندرسون (لاعب كرة قدم)
جيمس هندرسون (بالإنجليزية: James Henderson)‏ هو لاعب كرة قدم بريطاني (وحمل سابقاً جنسية المملكة المتحدة لبريطانيا العظمى وأيرلندا) في مركز الهجوم، ولد في 1867. لعب مع نادي أرسنال.